# Wald von Fontainebleau

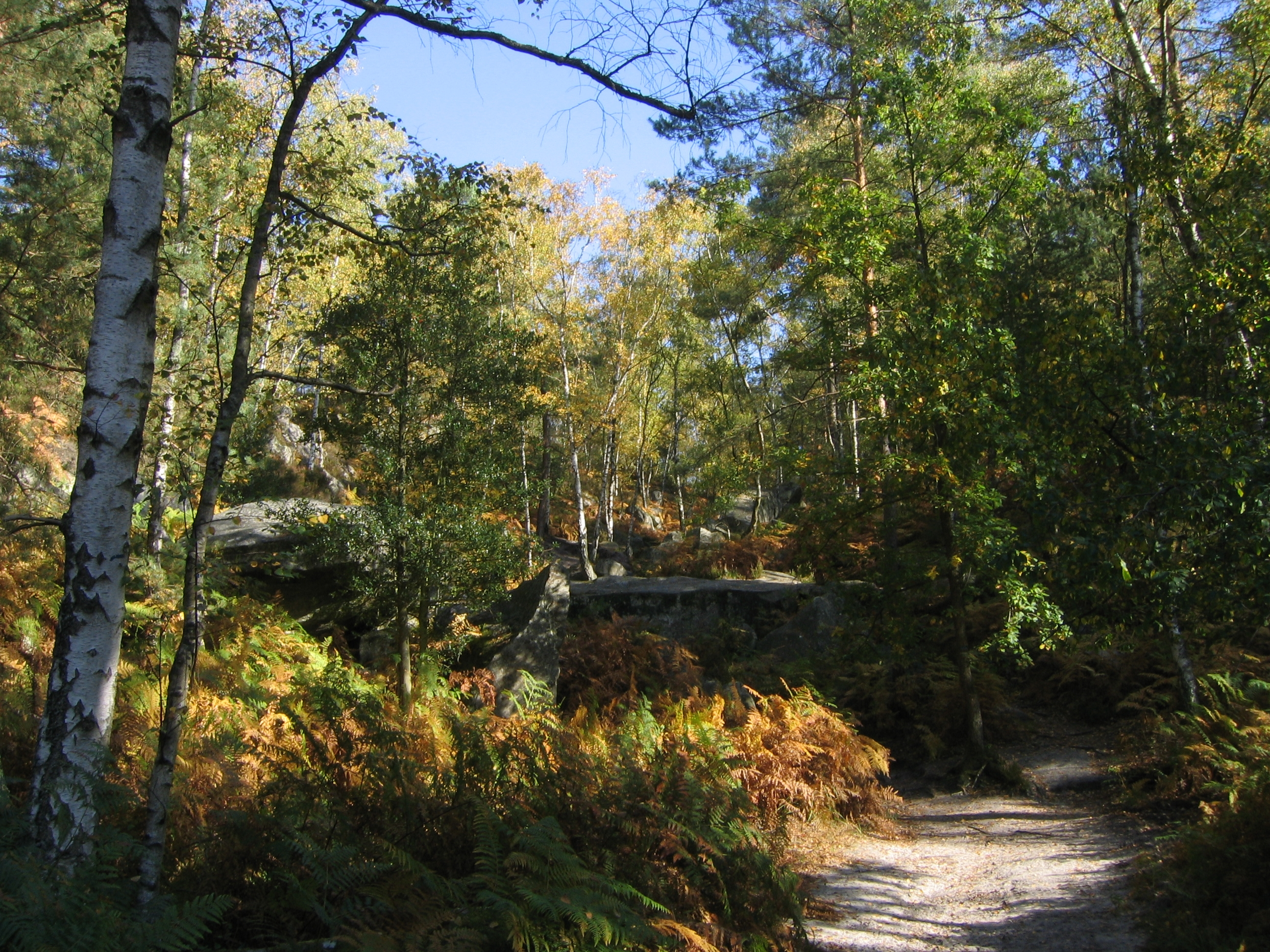
Wald von Fontainebleau

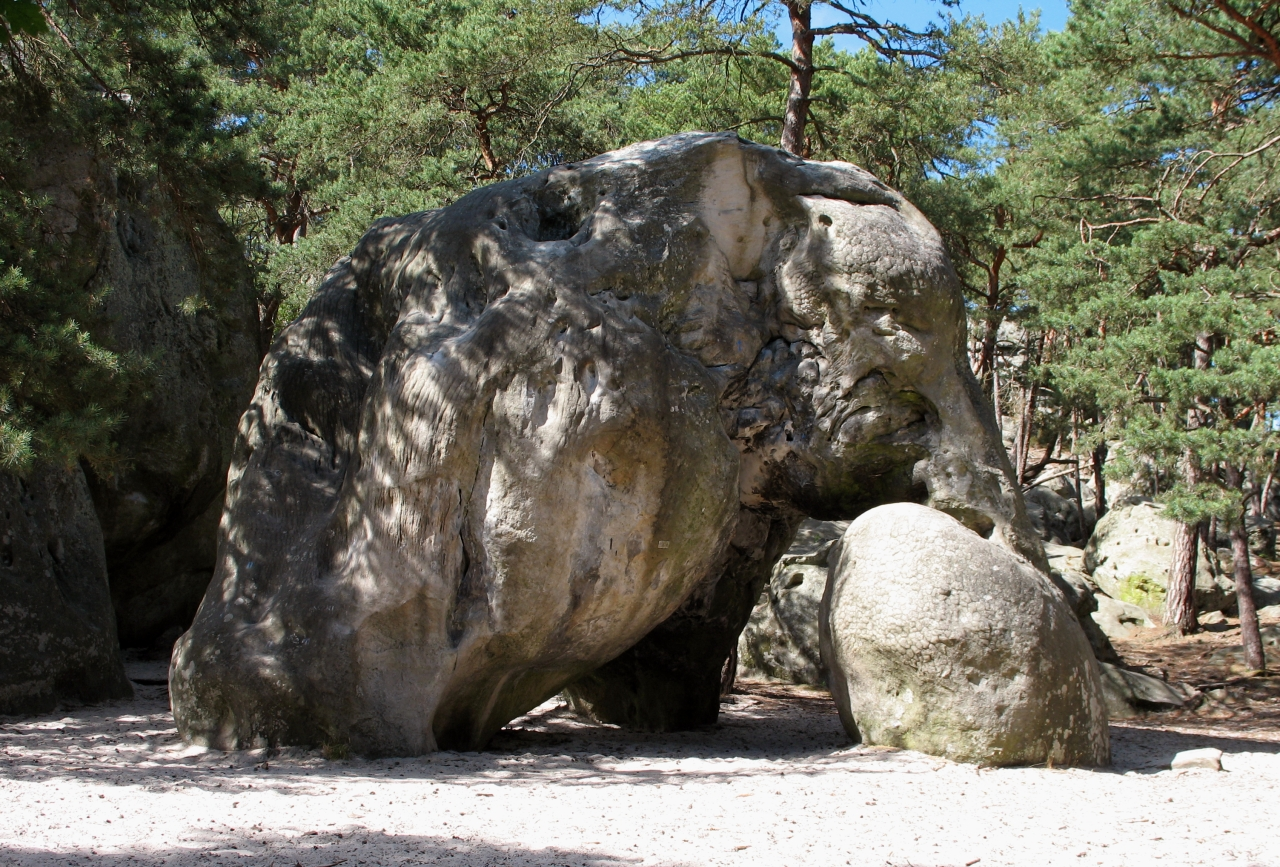
Le rocher l'Éléphant
Felsformation in der Nähe von Larchant

Der Wald von Fontainebleau (franz. Forêt de Fontainebleau) in Frankreich ist eines der größten zusammenhängenden Waldgebiete Westeuropas. Er ist nach der in seiner Mitte liegenden Stadt und dem gleichnamigen Schloss Fontainebleau benannt und liegt etwa 60 km südlich von Paris. Die Maler der Schule von Barbizon fanden viele ihrer Bildmotive im Wald von Fontainebleau. Seit 1996 steht der Wald von Fontainebleau auf der Vorschlagsliste Frankreichs zum UNESCO-Welterbe. Besonders bemerkenswert sind die oft bizarren Sandsteinformationen, die gerne von Boulderern genutzt werden.

## Lage, Zugang, Charakteristika
Der Wald liegt etwa 60 km südlich von Paris zwischen der Brie und dem Gâtinais in der Umgebung der Stadt Fontainebleau (15.000 Einwohner), die durch ihr prächtiges Renaissanceschloss, das im 16. Jahrhundert von König Heinrich II. erbaut wurde, berühmt ist. Der Wald erstreckt sich über eine Fläche von 22.000 ha und liegt in einer Höhenlage von 42 bis 144 m. Der Großteil (ca. 19.200 ha) liegt im Departement Seine-et-Marne, der kleinere, westliche Teil (ca. 800 ha) im Departement Essonne. Das Waldgebiet selbst besteht aus zwei Bereichen: dem ursprünglichen Wald von Fontainebleau, der bereits seit dem 10. Jahrhundert zu den königlichen Wäldern gehört, und dem Gebiet Trois Pignons, das erst 1984 vom Staat gekauft und in den Wald eingegliedert wurde. Damit ist er nun der zweitgrößte Staatswald Frankreichs. Der Wald ist von drei Flüssen umgeben: der Seine im Osten, der École im Westen und dem Loing im Süden.
Durch den Wald führen die Autobahn A6, die ehemaligen Nationalstraßen 5 und 7, sowie die Eisenbahnlinie Paris-Lyon(-Marseille). Dadurch ist er leicht zugänglich und von Paris gut zu erreichen. Die gute Erreichbarkeit und die Besonderheiten der Landschaft machen ihn zu einem beliebten Ziel: Er wird pro Jahr von geschätzt fast 10 Millionen Menschen besucht, die hier Erholung suchen und sich sportlich betätigen.
Der Wald ist gekennzeichnet durch einen hohen Anteil an Sand im Boden; das führt zu einer Heidelandschaft mit einem lichten Bewuchs. Dazwischen gibt es Bereiche mit Felsblöcken und Kalksteinplateaus. Die Zusammensetzung des Waldes nach Arten: 45 % Eichen, 40 % Kiefern, 10 % Buchen. Daneben findet man hier 3.000 verschiedene Pilzarten und 7.000 Tierarten, davon 5.000 Insektenarten.
Um diesen Raum zu schützen, wurde der Wald in das Netzwerk der Biosphärenreservate der UNESCO aufgenommen und ist auch Natura 2000-Standort. Die Biodiversität verdankt ihr Renommee auch den biologischen Reservaten. Diese ermöglichen es der Natur, sich ohne oder mit nur geringen menschlichen Eingriffen frei zu entfalten. In Fontainebleau sind 2.367 Hektar solchen Schutzgebieten gewidmet; diese können nicht betreten werden.

## Geschichte

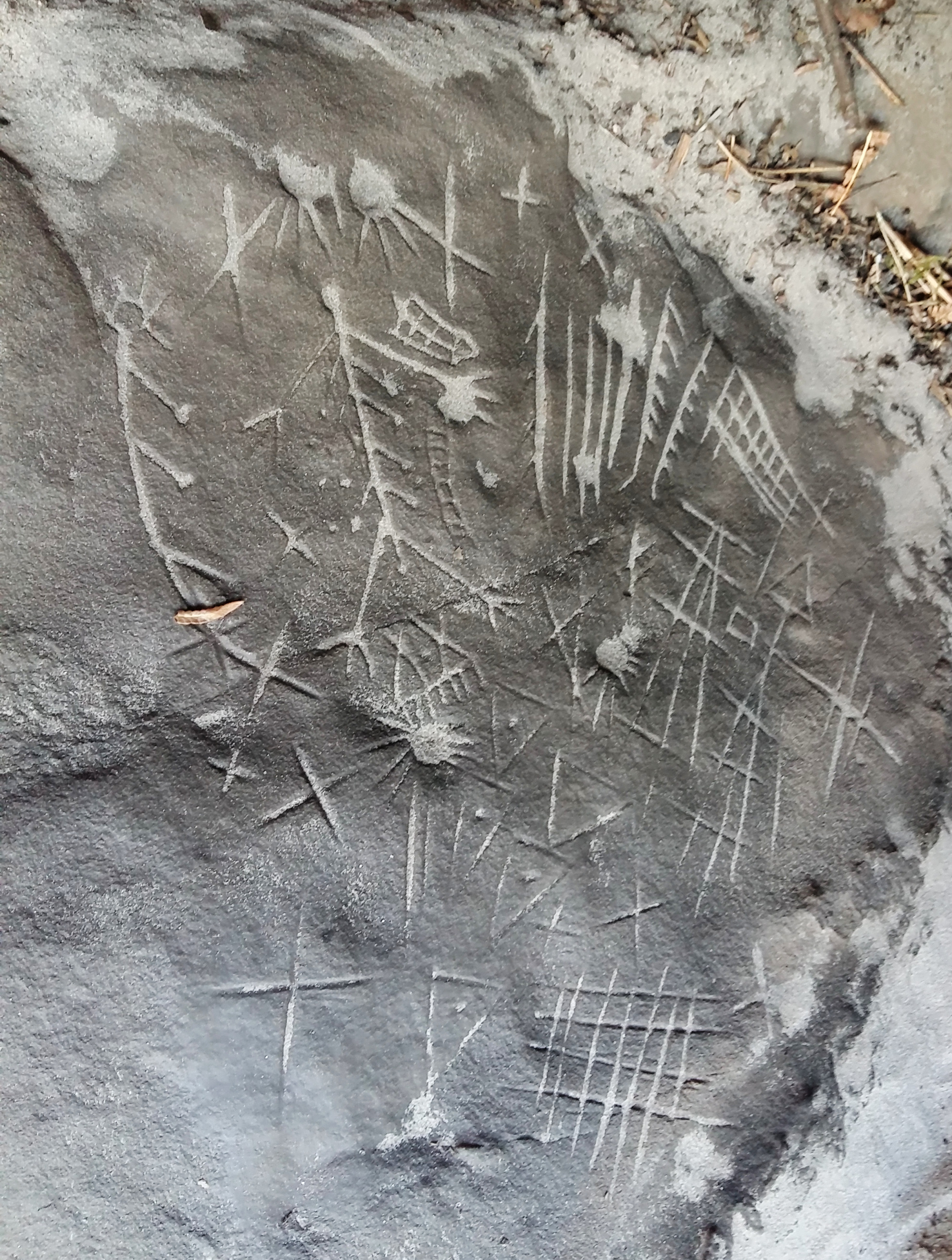
Abstrakte Ritzungen

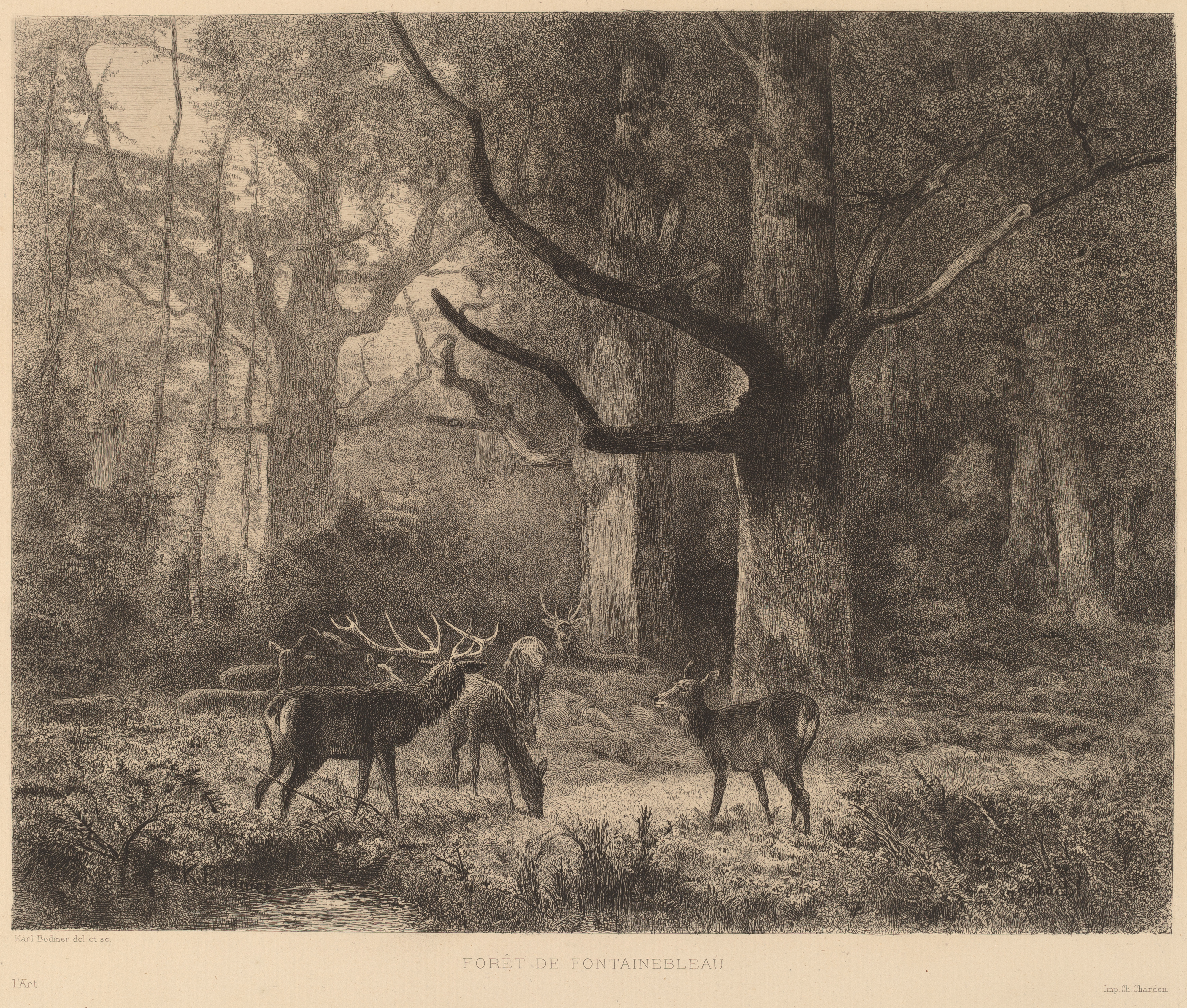
Forêt de Fontainebleau. Radierung von Karl Bodmer, um 1850.

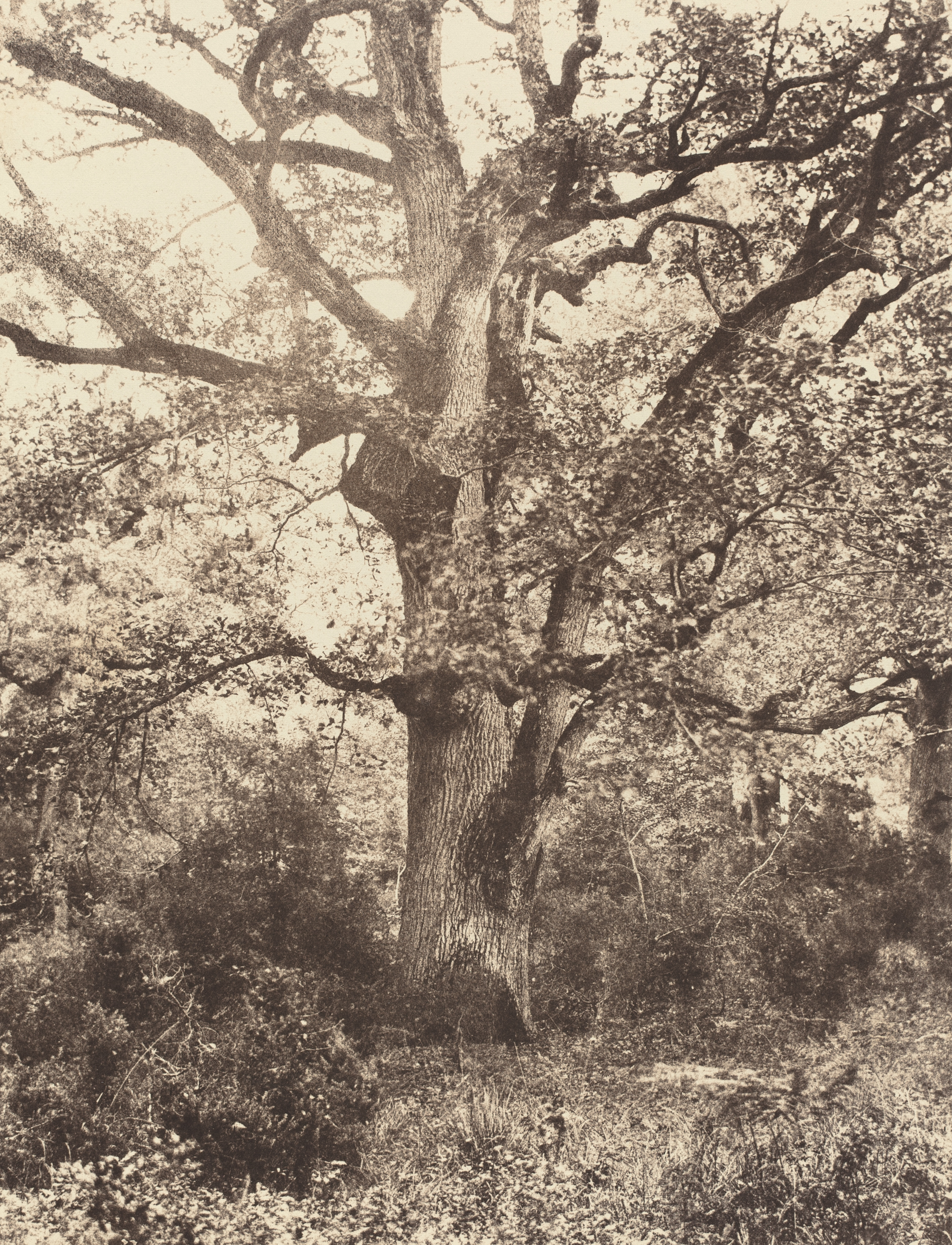
Près du Bodmer (‚In der Nähe der Bodmer-Eiche‘). Fotografie von Eugène Cuvelier, um 1860/1870.

An den Abris und in den Höhlen des Massivs von Fontainebleau gibt es eine Fülle von Gravierungen aus der Steinzeit (ab etwa 8000 v. Chr.), die von der deutschen Amateurarchäologin Marie E. P. König (1899–1988) erforscht wurden. Um das Jahr 1000 wurde der Wald noch als der „Wald von Brière“ bezeichnet. Seit 1167 ist hier eine königliche Residenz belegt.
Anfang des 16. Jahrhunderts wurde Franz I. auf das Gebiet aufmerksam. Der Wald war damals noch voller Wild, was für die Jagd des Königs wichtig war. Um für die Jagd einen würdigen Rahmen zu haben, wurde das Chateau de Fontainebleau gebaut und von den französischen Königen von Heinrich IV. über Ludwig XIV. bis zu Napoleon III. häufig genutzt. Rund um das Schloss entstand die gleichnamige Stadt für den Hofstaat und das Gefolge des Königs.
Da Mitte des 17. Jahrhunderts infolge der intensiven Nutzung nur noch etwa 20 % der heutigen Fläche bewaldet waren, sorgte Colbert, der Minister des „Sonnenkönigs“ Ludwig XIV., dafür, dass es zu groß angelegten Neupflanzungen kam; so wurden allein im Jahr 1716 rund 6.000 ha Wald neu geschaffen. 1786 wurden hier Kiefern eingeführt, und 1830 wurden weitere 6.000 ha an Kiefern gepflanzt.
In dieser Zeit entdeckten die Künstler der französischen Romantik dieses Refugium, das, obwohl zum großen Teil künstlich geschaffen, den Charme einer urwüchsigen Naturlandschaft zum Teil bis heute behalten hat. Im 19. Jahrhundert übte die Region auf französische Künstler und Intellektuelle eine große Anziehung aus; viele siedelten sich hier an. Das Ergebnis sind vielfältige Kunstwerke, die den Wald darstellen oder ihn beschreiben. Ein Baum, den die Künstler des 19. Jahrhunderts gerne als Sujet wählten, war die Bodmer-Eiche. Benannt wurde sie nach Karl Bodmer, der sie 1850 gemalt hatte. 1865 wurde sie von Claude Monet verewigt.
Seit 1849 führte die Eisenbahn nach Fontainebleau, sodass die Gegend für die Pariser Bevölkerung zu einem beliebten Ausflugsziel wurde. Ein erstes Naturschutzgebiet zur Bewahrung des Waldbestands wurde 1861 eingerichtet.

## Geologie
Vor ca. 25 Millionen Jahren nahm ein Süßwassersee den Großteil der Landschaft ein. Gebildet hatte sich der See aus einer Lagune, die zu Beginn noch einen Zugang zum Atlantik hatte. Durch diesen wurden große Mengen Sand eingespült. Durch tektonische Verschiebungen und eine Meeresspiegelsenkung verlor die Lagune ihren Zugang zum Meer. Im Pleistozän entstanden Quellen im Kalkstein und Bänke aus härterem „Kalksandstein“. Diese verkieselten Bänke befinden sich zum Teil in lockerem Sand. Der Kalkstein um sie herum erodierte; die Sandbänke blieben stehen und zerbrachen zum Teil in Blöcke, zum Teil wurden sie umgeformt. Dieser weiße, feine Sand ist einer der reinsten der Welt und wird für die Glasherstellung (Murano in Venedig) verwendet. Der Sandstein aus sehr reinem Quarzsand bildet charakteristische Formen, die als gogottes bezeichnet werden und skurrile Formen annehmen können.
Die Felsen nehmen eine Fläche von fast 4000 ha ein und bilden lange, fast parallele Ketten, die von Ost nach Südost und von West nach Nordwest verlaufen und an ihren Enden durch offene Täler getrennt sind. Diese sind entlang der Fließrichtung einiger Bäche entstanden.
Der Waldboden besteht zu hohen Anteilen aus Sand und ist daher sehr durchlässig. Dies führt dazu, dass es kaum Quellen gibt und der Boden leicht austrocknet. Unter diesen Bedingungen entstand der typische, sehr lockere Wald.

## Nutzung
Der Sandstein wird bereits seit 1330 kommerziell genutzt. Traditionell dient er der Stadt Paris als Straßenbelag. So wurden im Jahre 1831 3.000.000 Pflastersteine geliefert. Aus Gründen des Naturschutzes wurde diese Nutzung, die 2.000 Menschen Arbeit gegeben hatte, allerdings gegen Ende des 19. Jahrhunderts stark eingeschränkt. Daneben hat auch die Nutzung der Sandbestände für die Glasbläserei, die bis heute fortgeführt wird, eine über dreihundertjährige Tradition.
Seit dem 19. Jahrhundert wurde auch die Nutzung als Erholungsgebiet dieses bis dahin eher naturbelassenen Waldes durch die Einrichtung von Wanderwegen und entsprechenden Beschilderungen gefördert. Heute beträgt die Länge der markierten Wege 365 km. Die Vereinigung der Amis de la Forêt de Fontainebleau setzt sich besonders für den Erhalt des Waldes ein.

## Bouldergebiet
Das Klettern an den Sandsteinformationen des Waldes – das sogenannte Bouldern – wurde hier erfunden. Noch heute zählt es zu den bekanntesten, größten und abwechslungsreichsten Boulder- und Klettergebieten weltweit. Bereits um 1900 bestiegen die „Bleausards“ (so nennen sich die dortigen Boulderer) die Sandsteinfelsen. In Fontainebleau wurde im Jahr 1947 der sogenannte Boulderparcours erfunden. Hierbei handelt es sich um eine Aneinanderreihung von einzelnen Boulderproblemen, deren Schwierigkeit homogen ist. Der Parcours ist durchnummeriert, farblich gekennzeichnet und wird hintereinanderweg geklettert. Manche Parcours sind so gestaltet, dass bei ihrer Begehung der Boden nicht betreten werden muss. Vielmehr ist es möglich, durch Abklettern, Queren und Hinüberspringen durchgängig in Felskontakt zu bleiben.

## Sehenswürdigkeiten
An bekannten Gebäuden der Region sind zu nennen:
- Der Tour Denecourt ⊙, erbaut 1851 und nach einer teilweisen Zerstörung durch ein Erdbeben (1878) neu errichtet, erlaubt aus einer Höhe von 136 m einen Panoramablick über den Wald.[9]
- Der Aqueduc de la Vanne, der früher das Réservoir de Montsouris in Paris mit Wasser versorgte, jetzt das Réservoir de l’Haÿ-les-Roses in dem gleichnamigen Vorort.
- Der Aquädukt du Loing.
- Das Millet-Rousseau-Denkmal, das an zwei Maler erinnert, die zur Schule von Barbizon (benannt nach dem Dorf Barbizon, in dem auch das Denkmal steht) zählen; diese Gruppe, der auch Corot angehörte, kann als Vorläufer der Impressionisten angesehen werden. Der Wald lieferte ihnen zahlreiche Motive.
- Die Abtei von Franchard.
- Das Georges-Mandel-Denkmal, das an die Ermordung dieses Ministers am 7. Juli 1944 erinnert.

## Wissenswertes
Ein Abbild des Waldes von Fontainebleau ist im Innenhof der Bibliothèque nationale Site François Mitterrand in Paris zu finden. Dort wurde die Flora des Waldes mit seinem entsprechenden Baumbestand nachgepflanzt.
Der erste Akt von Giuseppe Verdis Oper „Don Carlos“ spielt im Wald von Fontainebleau. Außerdem diente er als Kulisse der Film-Trilogie „Fourmis“ von Bernard Werber.